# دهستان ایلات قاقازان شرقی
دهستان ایلات قاقازان شرقی نام دهستانی در بخش کوهین شهرستان قزوین، استان قزوین در ایران است. براساس سرشماری مرکز آمار ایران در سال ۱۳۸۵، جمعیت آن ۹،۸۸۰ نفر (۲،۲۸۴ خانوار) بوده‌است.